# Sweet Rendezvous

《Sweet Rendezvous》는 대한민국의 여성 음악 그룹 나인뮤지스의 첫 번째 미니 앨범이다. 2012년 3월 8일에 발매되었다. 프로듀서로는 스윗튠이 참여하였으며 작사,작곡 모두 스윗튠이 담당했다. 타이틀곡은 티켓(Ticket)이다. 앞서 디지털 싱글로 발매된 〈Figaro〉와 〈News〉가 수록되었다.

## 트랙 리스트
| #  | 제목                          | 작사   | 작곡           | 편곡                   | 재생 시간 |
| -- | ----------------------------- | ------ | -------------- | ---------------------- | --------- |
| 1. | 〈넌 뭐니 (WHO R U)〉         | 송수윤 | 한재호, 김승수 | 한재호, 김승수, 홍승현 | 3:21      |
| 2. | 〈티켓 (TICKET)〉             | 송수윤 | 한재호, 김승수 | 한재호, 김승수, 홍승현 | 3:13      |
| 3. | 〈뉴스 (News)〉               | 송수윤 | 한재호, 김승수 | 한재호, 김승수, 홍승현 | 3:04      |
| 4. | 〈휘가로 (Figaro)〉           | 송수윤 | 한재호, 김승수 | 한재호, 김승수, 홍승현 | 3:21      |
| 5. | 〈넌 뭐니 (WHO R U) (Inst.)〉 |        | 한재호, 김승수 | 한재호, 김승수, 홍승현 | 3:21      |
| 6. | 〈티켓 (Ticket) (Inst.)〉     |        | 한재호, 김승수 | 한재호, 김승수, 홍승현 | 3:11      |